# Loch Leven
Loch Leven (do escocês gaélica: Loch Lìobhann) é um lago de água doce na área do conselho de Perth and Kinross, região central da Escócia.
Aparentemente triangular, o lago possui de cerca de 6 quilômetros em sua parte mais longa. O burgh de Kinross está em sua extremidade ocidental. O Castelo de Lochleven encontra-se em uma ilha num curto caminho para o mar. O castelo foi a prisão da rainha Maria da Escócia em 1567, e pode ser alcançado por balsa, operada em Kinross pela Historic Scotland, durante os meses de verão.
Antes da canalização de Loch Leven, e sua parcial drenagem no início do século XIX, o rio possuía uma área consideravelmente maior. A queda no nível da água expôs várias pequenas ilhas, e aumentou consideravelmente o tamanho das já existentes.
Várias relíquias foram encontradas durante a canalização, sendo uma delas um cetro, "aparentemente de cana, empunhado com marfim, e montado com prata, sobre a qual ... estavam as letras das palavras "Maria, Rainha da Escócia", constatou perto da Mary Knowe, onde é suposto ter desembarcado depois de sua fuga do castelo.